# Liopholidophis dimorphus
Liopholidophis dimorphus är en ormart som beskrevs av Glaw, Nagy, Franzen och Vences 2007. Liopholidophis dimorphus ingår i släktet Liopholidophis och familjen snokar. Inga underarter finns listade i Catalogue of Life.
Denna orm förekommer i en liten bergstrakt på norra Madagaskar. Den vistas i regioner som ligger 800 till 1000 meter över havet. Liopholidophis dimorphus lever i ursprungliga regnskogar. Honor lägger ägg.
Vid skogarnas gräns mot andra landskap sker skogsbruk och skogen omvandlas till jordbruksmark. Skogarnas centrala delar finns kvar. Denna orm var fram till 2011 känd från fyra exemplar. IUCN kategoriserar arten globalt som nära hotad.